# Beure
Beure ist eine französische Gemeinde mit 1342 Einwohnern (Stand: 1. Januar 2022) im Département Doubs in der Region Bourgogne-Franche-Comté. Sie gehört zum Arrondissement Besançon und ist Mitglied im Gemeindeverband Grand Besançon Métropole. Die Bewohner werden Beurots und Beurotes genannt.

## Geographie
Beure liegt auf 250 m, etwa vier Kilometer südwestlich der Stadt Besançon (Luftlinie). Das Dorf erstreckt sich am westlichen Rand des Juras, etwas zurückversetzt auf der linken südlichen Seite des Doubs an der Mündung eines kurzen Seitentals, umgeben von den Höhen der Jura-Randkette im Süden, des Fort de Planoise im Westen und des Fort de Rosemont im Norden.
Die Fläche des 3,99 km² großen Gemeindegebiets umfasst einen Abschnitt des Doubstals. Die westliche und nördliche Grenze verläuft entlang dem Doubs, der hier durch ein ungefähr 1 Kilometer breites Tal nach Südwesten fließt. Vom Flusslauf erstreckt sich das Gemeindeareal südwärts über die flache Talniederung bis auf die angrenzenden Höhen, nämlich Côte d’Arguel (bis 460 m) im Süden und Mont des Buis im Osten, auf dem mit 480 m die höchste Erhebung von Beure erreicht wird. Die steilen Hänge werden an verschiedenen Orten von Felsbändern und markanten Vorsprüngen durchzogen. Die Höhen gehören in geologisch-tektonischer Hinsicht zum System der Jura-Randkette. Auch der untere Abschnitt des Ruisseau des Mercureaux gehört zur Gemeinde.
Nachbarorte von Beure sind Besançon im Norden, Fontain im Osten, Arguel, Pugey und Larnod im Süden sowie Avanne-Aveney im Westen.

## Geschichte
Verschiedene archäologische Funde sowie die Überreste eines römischen Verkehrsweges weisen darauf hin, dass das Gemeindegebiet von Beure schon sehr früh besiedelt war. Der Ortsname ist vom althochdeutschen Wort bur (kleines Haus, Gebäude, Wohnung) abgeleitet. Im Mittelalter unterstand Beure der Herrschaft Arguel. Seit dem 15. Jahrhundert war es Standort eines Hochofens, in dem das in der Umgebung abgebaute Eisenerz verarbeitet wurde. Daneben wurde lange Zeit Weinbau betrieben, wobei die Parzellen den Bürgern und dem Kapitel von Besançon gehörten. Zusammen mit der Franche-Comté gelangte Beure mit dem Frieden von Nimwegen 1678 definitiv an Frankreich.

## Sehenswürdigkeiten

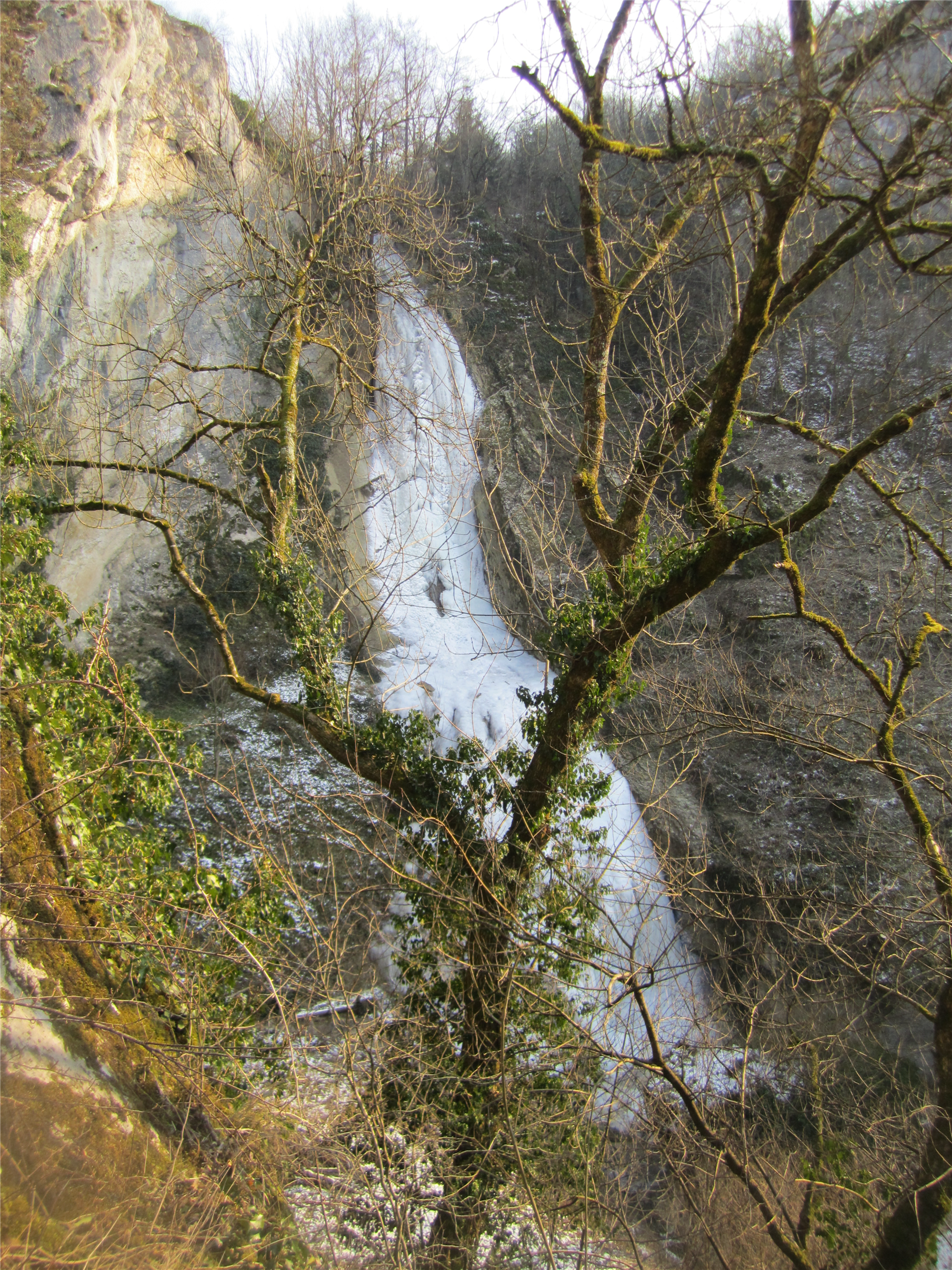
Wasserfall "Cascade du Bout du Monde" in Beure, gefroren, Foto Februar 2012

Die Kirche Saint-Hippolyte wurde 1715 erbaut. Der Ortskern ist geprägt durch die schmalen Gassen und eng aneinandergebauten Häuser (17. bis 19. Jahrhundert) des ehemaligen Winzerdorfes. Im Dorf befindet sich das Musée des Armées Lucien Roy, benannt nach dem 1914 im Ersten Weltkrieg gefallenen Soldaten 2. Klasse Lucien Roy, das auch an die Kampfhandlungen im Zweiten Weltkrieg erinnert. Zu den Natursehenswürdigkeiten zählen der Wasserfall Cascade du Bout du Monde und die Grotte Saint-Georges.

## Bevölkerung
| Jahr                       | 1962 | 1968 | 1975 | 1982 | 1990 | 1999 | 2018 |
| Einwohner                  | 1131 | 1278 | 1243 | 1166 | 1188 | 1377 | 1335 |
| Quellen: Cassini und INSEE |      |      |      |      |      |      |      |

Mit 1342 Einwohnern (Stand 1. Januar 2022) gehört Beure zu den kleineren Gemeinden des Départements Doubs. Seit dem Beginn des 20. Jahrhunderts wurde ein stetiges Bevölkerungswachstum registriert. Nach einer Stagnationsperiode seit den 1970er Jahren wurde in den letzten Jahren dank der Nähe zu Besançon erneut ein Zuwachs verzeichnet.

## Wirtschaft und Infrastruktur
Beure war lange Zeit ein vorwiegend durch die Landwirtschaft (Ackerbau, Obstbau und Viehzucht) geprägtes Dorf. Schon früh siedelte sich entlang dem Doubs Industrie an. Heute sind in Beure Unternehmen der Präzisionsmechanik (Herstellung von Federungen), der Kunststoffverarbeitung und der Holzverarbeitung ansässig. Daneben gibt es zahlreiche Betriebe des Einzelhandels. Mittlerweile hat sich das Dorf auch zu einer Wohngemeinde gewandelt. Viele Erwerbstätige sind deshalb Wegpendler, die in der Agglomeration Besançon ihrer Arbeit nachgehen.
Die Ortschaft ist verkehrstechnisch gut erschlossen. Die Hauptzufahrt erfolgt von der Hauptstraße N273, der Stadtumfahrungsstraße von Besançon, die in Beure an der Hauptstraße N83 (Besançon–Lons-le-Saunier) endet. Eine Fortsetzung dieser vierspurigen Umfahrung nach Osten zur N57 nach Pontarlier ist im Bau. Der nächste Anschluss an die Autobahn A36 befindet sich in einer Entfernung von ungefähr zwölf Kilometern. Weitere Straßenverbindungen bestehen mit Avanne-Aveney und Cléron.